# Кроудер, Латиф
Латиф Кроудер Дос Сантос (англ. Lateef Crowder Dos Santos, род. 23 ноября 1977) — американский актёр афро-бразильского происхождения, каскадёр и мастер боевых искусств. Будучи членом команды каскадёров ZeroGravity с 2000 года, снялся в нескольких коротких видео- и демо-роликах в Интернете, такие как Inmate 451. Бразильским боевым искусством капоэйра занимается с шестилетнего возраста.
Латиф Кроудер более всего известен своей ролью колоритного бойца-капоэйриста в фильме Честь дракона (Toom Yum Goong, в Северной Америке известен как The Protector), сражавшегося в одной из сцен с главным героем, роль которого исполнял Тони Джаа. Из-за полученной им в ходе сцены травмы ахиллова сухожилия сцена была прервана и не снята до конца, но с того времени он восстановился и принял участие в шоу о боевых искусствах, Duel of Legends, выпущенном в 2007 году. Благодаря его навыкам в области капоэйра и внешнему сходству с персонажем Латиф Кроудер сыграл роль Эдди Гордо в фильме «Теккен». Он также снимался в фильме Неоспоримый 3 режиссёра Айзека Флорентайна вместе со Скоттом Эдкинсом, а также в короткометражном фильме Смертельная битва: Перерождение Кевина Танчароена. В 2014 году снялся в фильме "Восхождение сокола", где сыграл роль продажного копа. Занимается разработкой серии игр "Call of Duty" в сфере захвата движений.
Снялся в фильме "22 мили" вместе с Марком Уолбергом.
С 2018 года является вторым постоянным дублером Педро Паскаля в сериале «Мандалорец» для стримингового сервиса Disney+.